# Негроне (Бергамо)
Негроне је насеље у Италији у округу Бергамо, региону Ломбардија.
Према процени из 2011. у насељу је живело 1427 становника. Насеље се налази на надморској висини од 278 м.